# Анна Янко
Анна Янко (пол. Anna Janko), справжнє ім'я — Анета Янковська (народилася 27 серпня 1957 року в Рибнику) — польська поетеса, письменниця, оглядач, літературознавець.

## Життєпис
Анна Янко — дочка Терези Ференц (1934 р.н.) та поета Збігнєва Янковського. Її мати у 9-річному віці пережила розправу, здійснену німецькою армією в селі Сочі. Анна описала ці події у своїй книзі Mała zagłada, опублікованій у 2015 році, і яка здобула Літературну премію «Грифія».
Як поет вона дебютувала в 1977 році. У другій половині 1970-х років її пов'язували з поезією «Нова конфіденційність». Анна співпрацювала з вроцлавським місячником «Одра», другою програмою польського радіо, журналом «Пані». На даний час співпрацює з виданням «Дзеркало».
Є членом PEN-Клубу та Асоціації письменників Польщі.
Проживає у Варшаві.

## Творчість

### Поезія
- Лист морській свинці, 1977 рік
- Wykluwa się staruszka, 1979 рік
- Диявольська свічка, 1980 рік
- Шнурок для ран, 1989
- Іноді вбиті довго стоять, 1995 рік
- Сяючий іноземець, 2000р
- Du bist Der, німецькомовна добірка віршів Берлін 2000
- Вірші з тінню, 2010 рік

### Проза
- Дівчина з сірниками, Nowy Świat 2007, 2009, 2010, 2012 (Wydawnictwo Literackie)
- Мацюпек і Малентас. Незвичайні пригоди в Маминому животі, наша книгарня 2012 року
- Pasja według św. Hanki, Wydawnictwo Literackie 2012
- Божественне і нестерпне. Незвичайні біографії, Видавництво Zwierciadło, 2012
- Маленьке винищення, Wydawnictwo Literackie, 2015 рік

### Драма
- Rzeź lalek, 1981 р., Театр Współczesny у Щецині, реж. Анджей Хржановський.
- Смерть — хороший початок, радіогра, 2-я програма Польського радіо, 2005, реж. Генрі Розен.

## Нагороди
- Молодіжна премія ім. В. Володимира Пітрака за поезію, 1980 рік.
- Премія «Книга року Ґданськ» за твір «Диявольська свічка», 1981 рік.
- Премія Спілки незалежних письменників у Дрездені за поезію, 1993 рік.
- Номінація на літературну премію Nike за твір Świetlisty cudzoziemiec, 2001 р.[5] .
- Премія Книга весни 2007 р. Огляд видавництва «Познаньські новини» за роман «Дівчина з сірниками»
- Варшавська премія за літературну прем'єру — за роман «Дівчина з сірниками», книга червня 2007 року
- Номінація на премію Cogito Media за роман «Дівчина з сірниками», 2008
- Номінація на Центральноєвропейську літературну премію Ангелуса за роман «Дівчина з сірниками», 2008
- Літературна премія імені Владислава Реймонта за роман «Дівчина з сірниками», 2008[6]
- Книжкове літо 2012 р. Премія оглядових видань у Познані, за твір Pasję według św. Hanki
- Номінація на літературну премію для автора Грифія 2013, за твір Pasję według św. Hanki (фіналіст)
- Номінація на літературну премію Nike 2013 за роман Pasję według św. Hanki[7]
- Відзнака у польському національному конкурсі імені Корнеля Макушинського за книгу для дітей Мацюпек і Малентас. Незвичайні пригоди в животі мами, 2013 рік
- Номінація у третьому виданні Newsweek Award Тереза Торанська (2015) у категорії «Найкраща книга» за книгу «Маленький голокост»[8]
- Щомісячна премія «Нові книги» за книгу « Маленький Голокост»[9]
- Літературна премія столиці Варшави 2016 року в категорії прози за книгу «Маленький Голокост»[10]
- Літературна премія автора «Грифія» 2016 року за книгу «Маленький Голокост»[11]
- Фінал Центральноєвропейської літературної премії Ангелуса за книгу «Маленький Голокост»[12]